# Markus Griesser
Markus Griesser, né en 1949, est un astronome amateur suisse, écrivain de profession.

## Biographie
Le Centre des planètes mineures le crédite de la découverte de dix astéroïdes, effectuée entre 2001 et 2009.
L'astéroïde (11547) Griesser lui est dédié,.
| (43669) Winterthour   | 15 avril 2002     |
| (82232) Heuberger     | 11 mai 2001       |
| (113390) Helvetia     | 29 septembre 2002 |
| (144096) Wiesendangen | 23 janvier 2004   |
| (210213) Hasler-Gloor | 11 septembre 2007 |
| (266051) Hannawieser  | 1er juillet 2006  |
| (273273) Piwowarski   | 24 juillet 2006   |
| (367406) Buser        | 30 août 2008      |
| (398045) Vitudurum    | 21 mars 2009      |